# Dyffryn Mymbyr

Sicht von Y Pincin in Capel Curig, über die alte gebührenpflichtige Autobahn, St. Julitta’s Church, Plas y Brenin, links: Moel Siabod, Llynnau Mymbyr, Dyffryn Mymbyr, Nantygwryd und das Snowdon Hufeisen.

Dyffryn Mymbyr (walisisch [ˌɗəfrɪnˈməmbɪr]) ist ein Tal in Snowdonia, in Nord-West Wales. Es ist ca. 8 km (5 mi) lang und führt von Capel Curig bis zum Pen-y-Gwryd-Hotel.
Das Tal ist benannt nach dem Fluss Nantygwryd, der in der Charta von Llywelyn ab Iorwerth von 1198 Y Mymbyr bezeichnet wurde. Der Fluss entspringt bei Llyn Cwm-y-ffynnon, hoch über dem Pen-y-Gwryd-Hotel, und fließt in den Llynnau Mymbyr (See) von wo er nach Capel Curig weiterfließt. Tal und Fluss gehören zu Gwynedd und Conwy County Borough.

## Geographie
Das Gebiet bietet wunderbare Panoramablicke auf das Snowdon Massiv, den so genannten Snowdon horseshoe mit den Gipfeln Y Lliwedd, Yr Wyddfa (Snowdon), Crib Goch, Moel Berfedd und Crib y Ddysgl. Nördlich des Tales zieht sich das Glyderau Massiv entlang mit Glyder Fawr (~1000 m), Glyder Fach und Y Foel Goch. Der Glyder Fawr ist der fünfthöchste Berg in Wales.
Im Süden erhebt sich der Moel Siabod an seinem Fuß liegen Llynnau Mymbyr, Plas-y-Brenin und Capel Curig. Unterhalb der Gipfel des Snowdon-Massivs befindet sich der See Llyn Cwmffynnon, die Quelle des Nantygwryd river (der zugehörige Pass heißt Pen-y-Gwryd). Nach Süden führen die Straßen nach Nant Gwynant und Beddgelert.
Im Tal befindet sich auch die Capel Curig weather station, die zu verschiedenen Zeiten den höchsten Niederschlag in Wales verzeichnet hat.

## Landwirtschaft
Im Gebiet gibt es zwei Schaffarmen: Garth, die bereits 1967 im Dokumentarfilm Shepherds of Moel Siabod der BBC Wales gezeigt wurde, sowie Cwm Farm.

## Populärkultur
Dyffryn Mymbyr ist auch der Ort der Farm Dyffryn, die Thomas Firbank berühmt gemacht hat durch seinen autobiographischen Roman I bought a mountain. Er beschreibt das Leben im Tal nachdem er 1931 im Alter von nur 21 Jahren die 9,7 km² (2400 acre) große Farm erworben hatte. Das Buch wurde erstmals 1940 aufgelegt. Die Farm lag auf den Südhängen der Glyders, und weder er, noch seine Frau Esmé Kirby hatten landwirtschaftliche Erfahrung. Sie errangen jedoch den Respekt ihrer Angestellten und Nachbarn und bauten einen Bestand von 3000 Schafen auf. Nach ihrer Scheidung wurde Esme Kirby zusammen mit ihrem zweiten Mann Peter Kirby zur Mitbegründerin der Snowdonia Society. Dabei diente die Farm als Sitz der Gesellschaft, bis sie nach Tŷ Hyll („The Ugly House“) umzog. Die Farm geht zurück auf das Jahr 1350 und das derzeitige Land gehört dem National Trust. Es ist möglich, die Häuser zu mieten. Die Miete kommt der Erhaltung zugute.
Dyffryn Mymbyr ist auch Heimat des berühmten privatgelehrten Botanikers Evan Roberts. Evan Roberts lebte in Gelli bei Capel Curig, von wo aus er das komplette Snowdonia-Massiv erforschte.

## Erholungsmöglichkeiten & Sport
Das Tal bietet eine Vielzahl von Wandermöglichkeiten. Von Plas y Brenin führt ein alter Weg über den Moel Siabod. Diese Route führt vorbei am alten Schieferbruch und danach ins Farmgebiet.
In den 1990ern richtete Esme Kirby einen Spazierweg entlang des Tales ein, der bei Capel Curig beginnt, über Gelli führt, welches die Wechselstation (stagecoach Inn) war, bevor es zu Capel Curig Hotel umgestaltet wurde und seinen Namen um 1870 noch einmal zu Royal Inn wechselte. Heute ist es das Plas y Brenin, das National Mountain Centre in Wales.
Der „Heritage Walk“, eingerichtet von den „Friends of St. Julitta’s Church“ in Capel Curig, umrundet den kleinen Ort auf einer dreistündigen Tour.
Darüber hinaus gibt es leichte bis hin zu schweren Kletterrouten auf den „The Racks“ an der Dyffryn Farm und auf den „The Pinnacles“ (Y Pincin) im Zentrum von Capel Curig.
Der See Llynnau Mymbyr wird zum Kajak- und Kanufahren genutzt. Darüber hinaus besteht die Möglichkeit zu Angeln und Tauchen.
Das Dragon Ski (The Welsh Junior & Senior Ski Team) trainierte jedes Jahr im Tal.